# Санта Марија де Нијева
Санта Марија де Нијева (шп. Santa María de Nieva) је главни град перуанске провинције Кондорканки региона Амазонас. Налази се на северу државе на надморској висини од 230m. Према подацима из 2005. године у граду је живело 2.749 житеља.
Санта Марија де Нијева налази се на обалама реке Марањон и Нијева. Становништво се махом бави пољопривредом, сточарством и риболовом.